# Luis Paterson
Luis Paterson (Cartagena, Colombia; 17 de agosto de 1994) es un futbolista colombiano. Juega de delantero.

## Clubes
| Club             | País      | Año         |
| ---------------- | --------- | ----------- |
| Real Cartagena   | Colombia  | 2012 - 2013 |
| Chinandega F. C. | Nicaragua | 2016        |